# Metapenaeopsis assimilis
Metapenaeopsis assimilis is een tienpotigensoort uit de familie van de Penaeidae. De wetenschappelijke naam van de soort is voor het eerst geldig gepubliceerd in 1920 door De Man.